# Apus Weg ins Leben: Auf der Straße
Apus Weg ins Leben: Auf der Straße (Bengalisch: পথের পাঁচালী, Pather Pā̃calī, übersetzt: Lied der Straße) auch unter Ballade vom Weg bekannt, ist ein indischer Spielfilm von Satyajit Ray aus dem Jahr 1955. Er entstand nach einer Geschichte von Bibhutibhushan Bandyopadhyay.

## Handlung
In episodenhaftem Reigen und epischer Breite wird das Leben einer bettelarmen Familie auf dem Lande in Bengalen erzählt. Auf einem Grundstück mit zwei Bungalows leben der Vater Harihar, die Mutter Sarbajaya, deren Tochter Durga und die alte Tante Indira. Der Sohn Apu wird hier geboren.
Harihar ist ständig ohne festes Einkommen und sieht seine eigentliche Bestimmung als Schriftsteller. Durga stiehlt regelmäßig Obst aus den Plantagen der Nachbarn und schenkt dieses dann Tante Indira, die von ihrer Mutter als unnütz angesehen und nur geduldet wird. Sarbajaya ist als Mutter überfordert, da der Vater selten daheim ist.
Apu ist ungefähr fünf Jahre alt und geht in die Dorfschule bei einem Händler, nichts hat sich an den Verhältnissen der Familie in den letzten Jahren verändert. Durga, mittlerweile pubertierend, stiehlt noch immer und soll die Haushaltsführung (Kochen etc.) lernen. Die alltägliche Freizeit der Geschwister besteht aus unzähligen Streichen und dem Spielen mit Nachbarskindern. In ihrer Armut träumt die deprimierte Sarbajaya von einem Leben in der Stadt Benares.
Nach einem Streit über ihre Nutzlosigkeit geht die alte Indira davon und kommt erst nach langer Zeit zu Durga Puja zurück, denn sie fühlt sich krank und will ihre letzten Tage im alten Haus verbringen. Ihr Bungalow wird mittlerweile als Hundehütte genutzt, Sarbajaya verweigert ihr jede Hilfe, Indira verlässt das Haus und geht zum Sterben in den Wald.
Durga und Apu haben sich gejagt bis auf eine weit entfernte Wiese. Während sie Zuckerrohr essen, beobachten sie als „Attraktion“ einen dampflokgezogenen Zug, der einzige „Kontakt“ zu einer Welt außerhalb des Dorfes. Auf dem Rückweg entdecken sie die tote Tante Indira im Wald.
Harihar verlässt die Familie auf unbestimmte Zeit, um Geld als Priester zu verdienen. Nach fünf Monaten kommt ein Brief, der seine Rückkehr ankündigt. Eine Freundin von Durga wird verheiratet, sie träumt von einem eigenen „guten“ Ehemann.
Im strömenden Gewitterregen des Monsun erkältet sich Durga; ihr Fieber steigt und sie überlebt die Nacht nicht. Der Sturm hat das Grundstück verwüstet.
Hari kommt endlich nach Hause und findet Sarbajaya apathisch und sprachlos. Als er das Geschenk für Durga (einen neuen Sari) zeigt, bricht die Mutter zusammen, ihr Schmerz wird durch einen hohen, schrillen Ton eines Streichinstrumentes symbolisiert.
Sie verlassen den Ort ihrer Vorfahren und ziehen nach Benares. Eine Schlange kriecht in das Haus, es ist verlassen. Auf einem Ochsenkarren fährt die Familie davon.

## Hintergrund
Pather Panchali ist Satyajit Rays Regiedebüt und zugleich der erste Teil der Apu-Trilogie. Ray arbeitete 4 Jahre an diesem Film, da ihm immer wieder das Geld ausging. Über Beziehungen gelang es letztlich, die Finanzierung durch den Bundesstaat Westbengalen zu sichern. Der Film war der erste indische Film, der im westlichen Ausland (auf dem Filmfestival von Cannes 1956) Aufsehen erregte und seinem Regisseur internationale Anerkennung verschaffte. Poetisch-realistisch und menschlich eindringlich werden die Nöte des Lebens auf dem Lande gezeigt. Die Erzählung des Films ist in sehr langsamem Tempo gehalten. Dies entspricht der Lebensgeschwindigkeit fernab der Zivilisation und gibt dem Betrachter genügend Zeit, sich in der fremden Welt des ländlichen Indiens einzufühlen.

## Kritiken
„Erster Film aus der Trilogie ‚Apus Weg ins Leben‘, von Satyajit Ray in epischer Breite erzählt, ungemein dicht, voller symbolischer Poesie, menschlich sehr eindringlich.“

## Auszeichnungen
- National Film Awards 1955
  - Bester Film
  - Bester Film in Bengalisch
- Prix du document humain der Filmfestspiele von Cannes 1956
- Diploma of Merit, Edinburgh International Film Festival, 1956
- Vatican Award, Rome, 1956
- Golden Carbao, Manila, 1956
- Golden Gate Award als bester Film und für die beste Regie, San Francisco International Film Festival, 1957
- Selznick Golden Laurel, Berlin, 1957
- Best Film, Vancouver, 1958
- Critics’ Award, Stafford, 1958
- Best Foreign Film of 1959, Afro Arts Theater, New York
- Kinema Junpo Award, bester ausländischer Film, Tokyo, 1966
- Bodil Award in der Kategorie Best Non-European Film, Dänemark, 1969